# أندرو روس سوركين
آندرو روس سوركين (بالإنجليزية: Andrew Ross Sorkin) (ولد في 19 فبراير، عام 1977) صحفي ومؤلف أمريكي. وهو كاتب عمود مالي في صحيفة نيويورك تايمز ومقدم مشارك في برنامج سكواك بوكس (بالإنجليزية: Squawk Box) على قناة سي إن بي سي. وهو أيضًا مؤسس ومحرر دفتر الصفقات (بالإنجليزية: DealBook) وهي خدمة إخبارية مالية تنشرها صحيفة نيويورك تايمز. كان قد كتب كتابًا ذائع الصيت اسمه «أكبر من أن يفشل» (بالإنجليزية: Too Big to Fail) وشارك في إنتاج فيلم مقتبس عن الكتاب أيضًَا. وهو أيضًا مؤلف مشارك لسلسلة شوتايم والتي بعنوان المليارات. تخرج سوركين من مدرسة سكارسديل الثانوية في عام 1995 وحصل على بكالوريوس العلوم من كلية الزراعة وعلوم الحياة بجامعة كورنيل في عام 1999 حيث كان عضوًا في سيغما بي (بالإنجليزية: Sigma Pi).

## أعماله
- أكبر من ان يفشل (فيلم)
- المليارات (مسلسل تلفزيوني)

## جوائز
- جائزة جيرالد لوب [الإنجليزية]

## وصلات خارجية
- موقع رسمي
- مقالات نيويورك تايمز من قبل أندرو روس سوركين
- كتاب صفقة نيويورك تايمز
- [http://www.imdb.com/name/nm3376444/ أندرو روس سوركين

] في قاعدة بيانات الأفلام على الإنترنت